# Parthská říše
Parthská říše (persky شاهنشاهی پارت‎‎, v soudobé perštině اشکانیان‎, Aškāniān a İmparatoriya-Ashkâniân), resp. Parthské království (latinsky Regnum Parthorum), též Arsakovská říše (dle dynastie Arsakovců), byla starověkým státním útvarem s centrem v dnešním Íránu. Existovala zhruba v letech 247 př. n. l. až 224. Zformoval ji Arsaka I., původně náčelník skytského etnika Parnů, velmocenského postavení na Předním východě však dosáhla až o sto let později, za Mithradata I. Historie parthské říše byla provázena neustálým vedením válek, především s Římany o Malou Asii, Kavkaz a dnešní Blízký východ, ale také s kočovníky na východě. Potenciál říše se však postupně vyčerpal. Kolem roku 220 zahájil Peršan Ardašír I. z rodu Sásánovců povstání proti králi Artabanovi IV. a po několikaletých bojích převzal kontrolu nad Íránem.
Kromě Íránu zahrnovala parthská říše v době svého největšího rozmachu i většinu Iráku a části Pákistánu, Afghánistánu, Sýrie, Turecka, Arménie, Turkmenistánu a Saúdské Arábie. Hlavním městem byl původně Hekatompylos jihovýchodně od Kaspického moře, později Ktésifón na Tigridu.

## Historie

### Poloha satrapie Parthie
Státní útvar, založený dynastií Arsakovců, vznikl na území, které původně náleželo Médii a po dobytí perským králem Kýrem II. Velikým dostalo perský název Parthava. Po porážce krále Dareia III. Alexandrem Velikým (Makedonským), Parthava (řecky Partaie) se stala součástí Alexandrovy říše. Po jeho smrti v roce 323 př. n. l., Parthie připadla králi Seleukovi I. Níkátorovi a jeho synovi Antiochovi I. Sotérovi. Antiochos I. byl od roku 295 př. n. l. místodržícím pro východní oblasti seleukovské říše.
Parthie ležela v severních a západních částech moderní íránské provincie Chorásán. Území bylo na severu ohraničeno pohořím Kopet Dágh (na hranici s moderním Turkmenistánem), na jihu od Parthie se rozprostíraly pouštní oblast Dašt-e Kavir a pohoří Bínálúd. Parthie sousedila se seleukovskými satrapiemi Hyrkánií (na severozápadě), Médií (na jihozápadě), Margianou a Arií (na východě). Na západě se nacházela tzv. Kaspická brána, legendární bariéra, která měla ochránit proti výpadům kmenů ze severu, pravděpodobně vybudována Alexandrem Velikým. Jen málo oblastí na území Parthie byly vhodné pro zemědělství, převažovaly stepi a lesy.

### Severoíránský kmen Parnů
Kmen Parnů, který v roce 247 nebo 238 př. n. l. dobyl seleukovskou satrapii Parthii, patřil k severoíránským kmenům Skytů. Přes různá pojmenování (Číňané jim říkali Jüe-č´, Indové Šakové, Peršani Sakové, Řekové rozlišovali Skythy, Sarmaty a Massagety), severoíránské kmeny si byly velmi blízké jazykově i kulturně a proto je bylo možné označit všechny za Skythy. K Massagetům patřil i kmen Parnů s náčelníkem Ardaširem (řecky Arsakem). Massageti žili v oblastech východně od Kaspického moře a jižně od Aralského jezera, další kmeny Massagetů, tzv. saksko-massagetské, obývali deltu řeky Syrdarji. Oblasti severně od Kaspického moře a Aralského jezera, v moderním Kazachstánu, obývali Sarmati. Dále na východ v pohoří Tchien-šan ležela sídla Saků. Kmeny Jüe-č´ sídlili ještě na počátku druhého století před naším letopočtem v oblasti Sin-tängu (Čínského nebo též Východního Turkestánu) a na území čínské provincie Kan-su (v čínských pramenech nazýváno Jüe-č´).
Skythové sami si říkali Skoloti ze severoíránského slova iškuzi, což znamenalo střelci, lučištníci. Massagety popisovali Hérodotos, Strabón a Ktésias: vynikali ve vojenském umění. Dokázali přesně střílet z luku za jízdy na koních, dokonce i směrem dozadu. Jezdci chránili sebe i koně šupinkovým nebo později kroužkovým pancířem z bronzových, posléze ze železných destiček (římští legionáři v čele s Marcem Liciniem Crassem viděli poprvé takové pancíře při bitvě s Parthy u Karrh v roce 54 př. n. l.. Massagetské ženy se účastnily bojů spolu s muži (také mohly mít vysoké postavení, např. královny Tomyris a Sparetra).
Umění boje Massagetů bylo založeno na nenadálém zvratu událostí: zpočátku zaútočila lehká jízda a vyčerpala protivníka (masivním zasypáváním šípy na velkou vzdálenost), následoval čelní útok těžké jízdy s cílem rozbít formaci nepřítele. Pokud první útok nevyšel, následoval předstíraný útěk. Když se nepřítel nechal vylákat k pronásledování, byly jeho jednotlivé oddíly obklíčeny, postupně rozstříleny a nakonec doraženy těžkou jízdou. Těžká jízda byla tvořena z tzv. katafraktů, tj. z obrněných jezdců na obrovitých obrněných koních ve větších útvarech. Hlavní zbraní katafraktů byla jezdecká kopí, dlouhá až 4,5 m. Ta byla provazem přichycena ke koňské šiji, aby se umocnil náraz. Jezdec kopí držel oběma rukama. Pomocnými zbraněmi byly luk a meč.
Pozdější nejvyšší šlechta (příslušníci 240 aristokratických rodů) nastupovala do bitvy jako těžká kavalerie, podporována rychlou lehkou jízdou nižší šlechty, ozbrojenou silnými luky. Už perský král Kýros II. Veliký bojoval s kočovnými Massagety. V době krále Dareia saksko-massagetská jízda i pěchota sloužila v perské armádě za řecko-perských válek a účastnila se bitev u Marathónu, Thermopyl a Platají. Také Alexandr Makedonský opakovaně bojoval s válečníky severoíránských kmenů, nechal popsat způsob jejich boje a později je začlenil jako těžkou jízdu do svého vojska.

### Nezávislé Parthské království
Kolem poloviny třetího století před naším letopočtem byli Seleukovci oslabeni konflikty s Ptolemaiovci a spory o trůn. V rozsáhlé seleukovské říši (od západní Anatólie po Východní Írán) se objevovaly decentralizační snahy a seleukovští místodržící měli tendenci se osamostatňovat a zakládat vlastní království. Po smrti krále Antiocha II. Thea vyhlásil Androgoros, satrapa Parthie a Hyrkánie, v roce 247 př. n. l. nezávislost a začal razit své vlastní mince. V témže roce nebo podle dalšího údaje v roce 238 př. n. l. do severní části Parthie, Astauene, vtrhl polonomádský kmen íránských Parnů (Arpanů), který kočoval severovýchodně od hranic Parthie, a postupně dobyl celou Parthii. Oba kmeny byly blízce příbuzné, oba mluvily íránsky a brzy splynuly. Parnové vedení náčelníkem Arsakem dobyli v roce 235 př. n. l. seleukovskou provincii Hyrkánii, ležící u jižního pobřeží Kaspického moře, s hlavním městem Zadrakarta (řecky Syrinx, dnes Sárí), a postupně ovládli celé území Parthů. Přešli zde k usedlému způsobu života a velmi rychle splynuli s místní populací – již ke konci 3. století př. n. l. je vládnoucí parnský rod Arsakovců označován jako parthský.
Arsakés I. odvozoval svůj původ od Achaimenovců, považoval se za dědice Perské říše a nechal se korunovat ve městě Assak v Astauene. Vybral si za hlavní město Hecatompolys (řecky Ekatómpulos, moderní Shahr-e Qumis v západním Chorásánu). (Strabón, Plinius a Ptolemaios popisovali toto město, ve kterém se zastavil Alexandr Veliký v roce 330 př. n. l. na svém tažení Asií.) Za Seleukovců tam strážila vojenská posádka. Arsakés I. reorganizoval armádu, stavěl pevnosti a zakládal města. Zhruba ve stejné době vyhlásilo nezávislost sousední řecko-baktrijské království. Jeho král Diodotos I. podnikal neúspěšné pokusy o podmanění území Parthie. Jeho syn Diodotos II. naopak uzavřel spojeneckou dohodu s panovníkem Arsakem. Parthie se jevila jako vhodný nárazníkový stát vůči západním seleukovským satrapiím v Íránu.
Král Seleukos II. Kallinikos v letech 230–228 př. n. l. podnikl vojenské tažení proti Parthům, ale musel ho přerušit kvůli válce, kterou proti němu rozpoutal jeho nevlastní bratr Antiochos Hiérakos. Arsakés I. v počáteční fázi utrpěl porážku a uprchl k Massagetům, avšak po krátké době a s jejich pomocí dobyl ztracená území. Antiochos III. Veliký podnikl vojenské tažení v letech 212–204/205 př. n. l. a svedl v roce 209 př. n. l. úspěšné boje v Hyrkánii (oblehl a dobyl města Zadrakarta a Tambrax) a v Parthii (rozbořil město Hecatmpolys). Parthský král Arsakés II. musel uznat seleukovskou moc a poté byl ponechán ve svém úřadě jako vazalský král. Po porážce Antiocha III. Římany u Magnesie využil parthský satrapa Andragorás slabosti ústřední moci v Antiochii a v roce 190 př. n. l. se osamostatnil.

### Vznik Parthské říše
Parthská říše přetrvala od 3. století př. n. l. do 3. století nového letopočtu. Hlavním zdrojem informací o parthských králích byly nálezy stříbrných a bronzových mincí. Lícní strana mincí nesla zprava zobrazovaný portrét krále s odznaky moci a nápis titulu. V období od roku 140 př. n. l. do 1. století nového letopočtu nápisy byly pouze v řečtině, poté řecké nápisy začaly být stylizovány nebo nečitelné a mince nesly nápis Arsaces. Předchůdci krále Mithridata I. byli na mincích zobrazováni s perskou tiárou, s přílbou (král Arsakés I.), s okázalým diadémem, nebo s přílbou i diadémem zároveň. Král králů Mithradatés I. (171–139/138 př. n. l.) se nechal zobrazit prostovlasý s páskou, kterou Alexandr Veliký povýšil na královský symbol. Helénistický vzhled krále byl v kontrastu s dlouhou bradou v íránském stylu. Na jeho mincích byl zprvu nápis „Philhellen“ a ke konci kralování se objevil nápis v řečtině „Velký král Arsakés“.
Králové Parthské říše razili mince v městě Ekbataně v Médii (v moderním severním Íránu), v městě Hekatompylu (v moderním západním Íránu), v městě Seleukei na Tigridu (v moderním Iráku) a v mincovně města s názvem Mithridatkirt/ Nisa (Ašchabat v moderním Turkmenistánu). Poddaná poloautonomní království měla právo razit vlastní mince vzhledem odlišné od královské ražby z říšských mincoven (např. s portréty králů). Jednalo se např. o Kavkazskou Ibérii (gruzínské království Kartli), Arménii, Médii Atropatené, Gordia (Gordyone, jehož teritorium leželo v moderní provincii Ankara v Turecku), Adiabenu (v moderním regionu Ázerbájdžánu v Iráku), Edessu na Eufratu (království Osroéné), Hatru (el-Hadr v moderním severním Iráku západně od Mosulu), Characene/Mesene (v oblasti Perského zálivu), Elamu (v provinciích Kuzestanu a Ílamu jihozápadního Íránu) a Persii (Fars v jižním Íránu).
Vláda v Parthské říši byla obzvlášť decentralizována v 1. století nového letopočtu: vládly dynastie i aristokraté s velkými privilegii na svém vlastním území, ti měli svá vlastní vojska, která mohla být nabídnuta králi v případě potřeby (např. generál Surena). Parthská říše neměla stálou armádu, během krizí Parthové dokázali rychle zorganizovat jezdecké vojsko. Králi a aristokratům byla přidělena ozbrojená stráž. Aristokracie ovlivňovala výběr Arsakovských králů na trůn anebo jejich sesazení z trůnu. Někteří aristokraté působili jako rádce krále a zároveň vykonávali kněžský úřad ve svatostánku. Vládnoucí aristokracie s dědičnými tituly byla stupňovitě rozvrstvena do tří odlišných hierarchií: do nejvyšší byli řazeni regionální králové přímo podřízeni Králi králů; do druhé nejvyšší příbuzní Krále králů, kteří uzavřeli sňatky s příslušníky královské dynastie; a do nejnižší vládcové lokálních kmenů, rodů a malých teritorií. V Parthii nebyla otázka nástupnictví nijak uzákoněna, mnohdy vládli dva králové zároveň a to v případě, že se šlechta nedohodla na nástupci trůnu a Rada mágů vybrala dva prince z nejvýše postavených rodin.
Časté občanské války mezi parthskými uchazeči o trůn byly ve svém důsledku mnohem nebezpečnější pro stabilitu říše nežli cizí invaze. Řím využíval dynastické rozepře a stále zasahoval do problémů o parthský trůn až do roku 100 nového letopočtu, např. římský císař Octavianus-Augustus v době kralování Fraata IV. prosazoval jeho bratra Tiridata na parthský trůn, a když neuspěl, pomohl mu na arménský trůn. Později museli být Fraatovi synové posláni do Říma na výchovu jako rukojmí a po svém návratu se ujmout vlády v Parthii, avšak parthská aristokracie je brzy sesadila kvůli jejich prořímské orientaci.
Od doby parthského krále Friapatia Arsakovci vládli jako nezávislá dynastie v multikulturní a polyetnické říši, např. mluvilo se tu východoíránsky, persky (tzv. Pahlavi), sogdiansky, baktrijsky, babylónsky, řecky, arménsky, aramejsky aj. V těchto jazycích byly nalezeny nápisy na ostrace v Nise (moderním Ašchabatu v Turkmenistánu) a v Hekatompylu, dále nápisy na papyru a pergamenu (v západním Íránu v lokalitě Avroman a v městě Dura-Europos na Eufratu) a skalní nápisy.
Kralování Fraata I. bylo krátké, po něm přišel Král králů, který bývá považován za zakladatele Parthské říše. Mithradatés I. (171–139/138 př. n. l.) ovládl seleukovské provincie v Íránu: Persii, Médii s městem Ekbatanou (v moderním severozápadním Íránu) a království Elam (Susianu/Anshan), které se táhlo podél pohoří Zagros na východě až do Perského zálivu v jihozápadním Íránu se starověkým městem Súsou. Mithridates I. v době vlády řecko-baktrijského krále Eukratida I. anektoval dvě provincie jeho království: Margianu, jejíž obchodní město Antiocheia Margiané leželo na Hedvábné stezce a Árii/Areiu s městem Areiónem. Po odchodu Řeko-Baktrijců z území jejich království asi v roce 130 př. n. l. král Mithridates I. připojil Baktrii ke své říši. Další expanze Mithridata I. byly namířeny do Mezopotámie, Anatolie a Levanty, všechna tato území byla podmaněna až na město Tyros. (Mezopotámie v antice byl historický region v západní Asii mezi říčním systémem Eufrat–Tigris, v moderní době je rozšířený o nížinnou část v okolí obou řek, ohraničenou úpatími íránských a východoanatolských hor, Perským zálivem a pouštěmi Sýrie a Arábie.
Asi do roku 145 př. n. l., Mithradatés I. dobyl Babylónii a nechal se prohlásit babylónským králem. Krátce na to se musel stáhnout se svým vojskem do Hyrkánie, aby bránil severovýchodní hranici parthské říše proti Sakům, kteří byli zatlačováni na západ ze své domoviny kmeny Jüe-č´ a prošli Baktrií. Král Mithradatés I. také poskytl větší autonomii Persii ve snaze nastolení zdravějších vztahů. V době návratu krále Mithradata I. do Hyrkánie v roce 141 př. n. l., se osamostatnilo parthské polonezávislé království Characene/Mesene, jehož přístav Charax Spasinou na Tigridu (moderní město Basra v jižním Iráku u perského zálivu) byl důležitý pro obchod Mezopotámie s Indií a také umožňoval plavbu k městu Súse. Přístav byl založen Alexandrem Velikým, Antiochos III. Veliký jej nechal znovu vybudovat po ničivé záplavě. Charax Spasinou byl také místem lovců perel. Království Characené se už nevrátilo pod parthskou nadvládou. Obyvatelé města Palmýry tu měli stálou obchodní stanici. Království Palmýra leželo na křižovatce karavanních cest na rozhraní Syrské a Arabské pouště v oáze jménem Efqa, 230 km severovýchodně od Damašku. Characené bylo zapojeno do dálkového obchodu syrské oázy Palmýry, která byla podporována Římem od 1. století nového letopočtu. Sýrie, Characené a Parthie udržovaly obchodní kontakty s Arábií, s Kúšanskou říší (ve východním Íránu a severozápadní Indii) a Čínou.
V roce 140 př. n. l. byly parthské državy v Mezopotámii napadeny seleukovským králem Démétriem II. Níkátorem, který si hlavně přišel vyřídit účty s uzurpátorem svého království v syrském městě Antioch, Diodotem Tryphonem. Parthské vojsko mladého krále porazilo zajalo a věznilo v Hyrkánii. Později jej král Mithradatés I. omilostnil a oženil se svou dcerou Rhodogunou. Jeho bratr Antiochos VII. Sidetes (138–129 př. n. l.) započal válečné tažení pro znovudobytí Mezopotámie, porazil parthského krále Fraata II. (139/138–128 př. n. l.), nástupce Mithridata I., v oblasti velký Zab a dobyl Babylónii a Súsu. Když postupoval do Médie, Parthové žádali o mír, on však odmítl. Antiochos VII. Sidetes zaplatil velký tribut za osvobození Démétria II. Nikatóra, který poté byl poslán do Sýrie. Při povstání obyvatelstva Médie v roce 129 př. n. l. proti seleukovskému králi, Antiochos VII. Sidetes byl zabit.
Mithridates I. v roce 142 př. n. l. přijal starodávný titul Achaimenovců „Velký král“ (Král králů, Šáhan-šah). Královské residence byly zřízeny v Seleukei na Tigridu, Ekbataně, Ktésifónu a v Mithridatkirtu. Město Seleukeia leželo na západním břehu Tigridu (v moderním Iráku) a bývalo prvním hlavním městem diadocha Seleuka I. Nikatóra a Mithridates I. ho dobyl v roce 141 př. n. l. Seleukeia byly v období 3. a 2. století př. n. l. srovnatelná s městem Alexandrií v Egyptě. Velikostí populace v parthské době se řádila za Římem, Alexandrií v Egyptě a seleukovským královstvím jménem Antioch na řece Orontu v Sýrii (moderní Antakya v Turecku).
Roku 117 nového letopočtu byla Seleukeia spálena na popel římským císařem Traianem během jeho tažení Mezopotámií. Císař Hadrianus roku 116 město znovuvybudoval v parthském stylu podle historické íránské architektury. Mithridates I. založil nové město Ktésifón na východním břehu Tigridu (v oblasti Madina al-'Atiqa, 32 kilometrů jihovýchodně od Bagdádu v moderním Iráku) naproti městu Seleukei na protilehlém břehu Tigridu. Město Ktésifón se stalo administrativním a komerčním centrem říše, též tu probíhaly korunovace parthských velkokrálů. Svojí rozlohou Ktésifón byl dvakrát větší než Řím.
Ktésifón byl celkem pětkrát vypleněn Římany během římsko-parthských válek v různých dobách v novém letopočtu: mezi 116–297, jen v 2. století byl dobyt třikrát. Římský imperátor Traián při svém tažení do Parthie v roce 116 nechal město spálit na popel, císař Hadrianus v roce 117 nechal město postavit (v rámci mírové dohody). Mithridates I. rozšířil starodávné posvátné město Nisu (lokace: blízko moderní vesnice Bagir, osmnáct kilometrů od Ašchabadu v Turkmenistánu), kde byly uloženy v hrobkách ostatky parthských předků, o rozsáhlou nově zbudovanou reprezentativní čtvrt a přejmenoval město na Mithridatkirt.
Parthové přijali kulturní tradice ze všech středisek dávné civilizace, nacházející se na obrovském území parthské říše: řeckých, mezopotámských a perských. Specifickým projevem v parthské architektuře byla jen čtvercová stavba iwan zaklenuta velkou klenbou a se širokým vchodem v průčelí. Město Nisa neslo architektonické stopy řeckého vlivu, tak jako ostatní města parthské říše, např. Hatra (al-Hadr, ležící západně od Mosulu a horního toku Tigridu v moderním severním Iráku) se v době, kdy se stala cílovou stanici karavan dopravující zboží přes pouště, proměnila z malého posvátného místa ve vzkvétající obchodní město. Král Fraates II., syn Mithridata I., padl při obraně severovýchodní hranice státu u řeky Óxu (moderní Amudarji) v boji proti kočovním kmenům Šaků (Saků, Skythů). I další král, Artabanus I. (128–123 př. n. l.) zahynul v boji s nomádskými Saky, kteří ustupovali před jüe-č’skými kmeny.

### Parthie ovládla Hedvábnou stezku
Mithridates I. si podmanil sousední provincie řecko-baktrijského království za krále Eukratida I. (asi 175/170–145 př. n. l.). Přes území Margiany (v moderním Tirkménistánu) a Árií (v moderním západním Afghánistánu), Parthie navázala obchodní spojení s Čínou po dohodě s císařem Wu-ti, jedním z největších čínských císařů starověké Číny a tvůrcem Hedvábné stezky. Dynastie Chan (206 př. n. l. až 220 nového letopočtu) po roce 139 př. n. l. posílala do Parthie a Indie vyslance uzavírající obchod. Do Číny po Hedvábné stezce putovali například koně z Ferghány a Parthové, kromě jiného, dováželi „serské železo“ (ocel). Číňan Čang Čchien v době dynastie Chan byl prvním čínským cestovatelem po Hedvábné stezce, který navázal kontakt se západním světem v letech 138–115 př. n. l. Tzv. nová Hedvábná stezka procházela obchodním městem Mervem (moderní město Mary), směřovala do Nisy, pak na jihozápad přes Hekatompylos do Apamea Ekbatan v Médii a do Seleukeie na Tigridu. Poslední stanici pod parthskou kontrolou byla Dura-Europos na Eufratu. Později, Parthská říše bohatla z obchodu na další větvi Hedvábné stezky přes Perský záliv a Mezopotámií až do velkých překladišť na půdě Římské říše. Přes parthské území se dostávalo zboží z Indie a Číny. Získy z obchodu pomáhaly udržovat silnou armádu.

### Parthie se stala velmocí
Za krále králů Mithridata II. Arsaka VIII. (124/123 – 88/87 př. n. l.) Parthii náležela většina seleukovských držav. Seleukovcům patřila už jenom Sýrie a do poloviny 1. století př. n. l. si území seleukovské říše podrobily Řím, Parthie, maloasijské království Pontus a Arménie.
Král Mithridates II. obsadil asi v roce 130 př. n. l. opuštěnou Baktrii (v moderní severním Afghánistánu) bývalého Řecko-baktrijského království. Mithridates II. svedl těžké boje se Saky, podřídil si je a vytvořil pro ně vazalský stát na jihovýchodu parthské říše (v moderním jižním Afghánistánu). Král Mithridates II. začlenil těžkou jízdu Saků do parthské armády, ta měla poté velký podíl na vítězstvích Parthů v Malé Asii a Zakavkazsku. Část Saků prošla územím Parthů do oblasti Drangiany (údolí řeky Hilmandu v Afghánistánu). Kmeny Saků se shromažďovaly v Drangianě před svým následným stěhováním do západní Indie později tato oblast byla pojmenována Sakastán (sktr. Šakasthána), toho byl odvozen středověký název Sidžistán a moderní Seistán.
Král Mithridates II. po ovládnutí celé Mezopotámie,pronikl na západ proti proudu Eufratu, zmocnil se města Dura-Europos ve východní části moderní Sýrie (v roce 113 př. n. l.), anektoval království Adiabene (v moderním regionu Ázerbájdžánu v Iráku, dobyl Gordyene /Gordium (v moderní provincii Ankary v Turecku) a království Edessu/Osrhoene na středním Eufratu a tím se dostal do přímého styku s římskou sférou vlivu. Postavení Parthie a Říma sílilo ve světě ve stejné době a t obou států často křížily na bitevním poli.

### Parthie a Řím jsou spojenci
Zpočátku Řím a Parthie měly společného nepřítele, arménského krále Tigrana Velikého (95–55 př. n. l.), původně vazala parthské říše. Ve válce proti Parthům se zmocnil Sýrii a Kilikii a zároveň byl spojencem maloasijského pontského krále Mithridata VI. Eupatora Pontského (120–63 př. n. l.) podnikajícího útoky na římskou provincii Asii. Asi v roce 92 př. n. l. římský vojevůdce (kilikijský propraetor) Lucius Cornelius Sulla a vyslanec krále Mithridata II., Orobazes, vedli diplomatické jednání v městě Ktésifón.
Za krále Tigtana Velikého nezávislé Arménské království(tzv. Velká Arménie v oblasti Vanského jezera, jež zahrnovala i Araratské království) se načas stalo nejmocnějším státem na východ od Říma, ovládalo území od Středozemního moře ke Kaspickému moři a na severu téměř k Černému moři. Tigranus Veliký se bránil konfliktu s Římem, avšak po porážce pontského krále, jeho zetě, v roce 72 př. n. l. mu poskytl azyl. Roku 69 př. n. l. vojska římských vojevůdců Luculla a Gnaia Pompeia napadla Arménii a parthský král Fraates III. je podporoval. Arménie se stala římským klientem.
Parthie a Řím si stanovili horní tok Eufratu jako hranici pro svoji zájmovou sféru a v roce 69 nebo 66 př. n. l.. Parthie uzavřela dohodu se zástupci římské republiky Lucullem a Pompeiem. Řím měl ovládat oblast ležící na západ od Eufratu (Anatolii, Sropalestinu, Egypt) a Parthská říše-území na východě (Mezopotámii, Írán a Střední Asii).

### Římsko-parthské války
Poté, co skončily římské války s Mithridatem VI. Pontským, Arménie se stala římským vazalským královstvím. Pompeius zabral všechna území dobyta Arménií, včetně Sýrii, bývalé seleukovské provincie, kterou v roce 64 př. n. l. prohlásil za římskou provincii. Během pobytu na sýrském území, se Pompeios politicky zapletl do událostech probíhajících v Judei a zmocnil se vojensky Jeruzalému. Řím vyvíjel iniciativu jak obsadit v Arménii vazalského krále prořímského smyšlení. Parthové měli své kandidáty na arménský trůn z důvodu, že Arménie byla jejich bezprostřední soused v íránském podhůří Kavkazu (v 1. až 4. století nového letopočtu vládci Arménie pocházeli z vedlejší linie Arsakovců). Odpovědí na vpády římských vojsk na parthské území, bylo vměšování Parthů do římských vnitřních záležitostí, například stranili Pompeiovi proti Caesarovi, stali se spojenci Dáckého království když si ho Řím podroboval, Vologases V. (191–208) podporoval pretendenta Pescennia Nigra proti Septimiu Severu (193–211).

### Porážka římských legií
Za parthského krále Oroda I. (57–37/36 př. n. l.) proběhla v letech 54–53 př. n. l. první válka Parthie s Římem: správce Sýrie Marcus Licinius Crassus porušil dohodu z let 69–66 př. n. l. a vpadl na parthské území v Mezopotámii. Jeho legie nebyly připraveny na boje v poušti proti parthské výzbroji a taktice. Crassus si neudržel slíbenou podporu vazalského arménského krále. U města Karrh (Carrhae, moderní Haran v jihovýchodním Turecku) bylo římské vojsko poraženo parthskými jezdci v čele s generálem Surenou. Parthové zabili Crassa a 30 000 mužů a zajali 10 000 legionářů. Gaius Iulius Caesar v roce 44 př. n. l. chystal odvětnou vojenskou výpravu do Parthie, ale byl zavražděn.
Následně Parthové prosadili na arménský trůn příslušníka vedlejší větve Arsakovské dynastie. V letech 40–38 př. n. l. parthské vojsko uzavřelo spojenectví s římským vojevůdcem Quintem Labienem a pod vedením královského syna Oroda II., prince Pacora, podniklo invazi do Syropalestiny. Parthové překročili Eufrat, dobyli město Apameia, pronikli do Jeruzalému a dosadili tam svého vazalského krále. Při římském protiútoku vojska Marca Antonia (pod vedením generála Publia Ventidia) parthské vojsko bylo u pohoří Taurus a následně u Gindaru poraženo, Labienus zahynul v roce 39 př. n. l. a Pacorus byl zabit v roce 38 př. n. l. Parthové byli zatlačeni za Eufrat.
Marcus Antonius podnikl roku 36 př. n. l. vojenské tažení do Parthie pd severu přes království Médie Atropatené. Zatím co Římané neúspěšně obléhali pevnostní město Fraaspu, Parthové zničili jejich válečný materiál a zásoby a tím způsobili velké ztráty na životech římských legionářů. Během návratu zahynulo hladem a zimou 35 000 legionářů z původních 100 000. Parthská jízda na ně neustále útočila. Druhý syn Oroda II., Fraatés IV. požádal otce aby abdikoval a svěřil mu trůn. Král Fraatés IV. musel čelit v letech 37–25 př. n. l. občanské válce a dynastické krizi. Augustus se osobně zdržoval od roku 22 př. n. l. v Sýrii s velkým vojskem, aby diplomaticky i vojensky dosáhl navrácení římských zajatců a vojenských odznaků římských legií z doby porážky Crassa a Marca Antonia. V roce 20 př. n. l. Fraatés IV. uzavřel s Římem mírovou dohodu: eufratská hranice byla potvrzena, uznal římskou svrchovanost nad Arménií, která měla zůstat vazalským státem. Fraates IV. vydal zajatce a vojenské odznaky římských legií, ty později převzal císař Tiberius. Fraatovi čtyři synové byli posláni do Říma na vychování, avšak po svém návratu k vládnutí v Parthii nebyli přijati parthskou šlechtou.

### Dohoda o Arménii
V novém letopočtu, poté, co Vologaisés I. (Valgaš, Valarš) vládnoucí v letech 51–79 využil dynastické spory v Arménii a prosadil svého bratra Tiridata I. (53–100) za arménského krále, římské oddíly pod vedením generála Gnaea Domitia Corbula Arménii dobyly (58–60). Parthové při protiútoku některé římské jednotky zajali. Vyjednávači císaře Nerona a parthského krále Vologase I. uzavřeli v roce 63 v Rhandeji mírovou dohodu, podle které měli nastupovat na arménský trůn nezávislí králové z Arsakovské dynastie, ale jmenování kandidáta podléhalo schválení Říma. V Římě v roce 66 císař Nero předal bratru Vologase I., Tiridatovi I., královský diadém. Vologasés I. založil obchodní středisko Vologésias (blízko města Seleukeie), do kterého směřovalo zboží z Perského zálivu k Palmýře a římský územím. V parthské říši nastalo silné oživení ekonomiky. Po Vologasovi I. vládli dva krále zároveň.

### Porážka Parthie od císaře Traiana
Parthie za krále Pacora II. (78–105) a Artabana III. (80–90) se stala spojencem dáckého krále Decebala (79–106), kterého v roce 106 porazil císař Traianus (98–117). Parthský král Osroes (108–128/129) dosadil na arménský trůn svého kandidáta Parthamasiria. Císař Traianus neschválil tohoto kandidáta a v roce 113 si podrobil Arménii. Poté v roce 114 pokračoval s vojskem do Mezopotámie, v roce 116 dobyl Ktésifón a dorazil k dolnímu Tigridu. Vytvořil nové římské provincie Arménia, Mezopotámia a Assyria a dosadil na parthský trůn svého chráněnce. V té době vypukl velké povstání v severní Mezopotámii a v Egyptě a Traianus se musel vrátit (za pochodu v Kilikii zemřel.
Po roce 117 císař Hadrianus se vzdal většiny Traianových výbojů, trval však na právu Říma dosazovat arménské krále. Následovalo pak 40 let míru. Od 1. století nového letopočtu Parthie měla nového expanzivního souseda na východě: Kušánskou říši. V roce 113 její vládce Kaniška (asi 100–126) anektoval část území Parthie. Král Kaniška také dobyl část tzv. Západního kraje Číny s centry Hedvábné stezky Kašgarem, Jarkendem a Chotanem, což se odrázilo na snížení parthského zisku z Hedvábné stezky.

### Porážka Parthie od Marka Aurelia a Lucia Veria
Parthský král Vologasés IV. (147–191) vpadl do Sýrie a také zasahoval v Arménii. Římský vojevůdce Avidius Cassius (za vlády spolucísařů Marka Aurelia a Lucia Veria v letech 161–166) obsadil Arménii, dobyl Seleukeiu a Ktésifón. Připojil severní Mezopotámii až po Dura-Europos k římské říši. Důsledkem toho bylo převzetí velkého podílu obchodu s hedvábím městy Palmýrou, Dura-Europou a Kušány.

### Porážka Parthie od Septimia Severy
Septimius severus (193–211) v roce 195 a poté v letech 197–198 vpadl do Parthské říše a ovládl celou Mezopotámii, dobyl a vypálil Ktésifón. Vologaisas V. byl nucen žádat o mír. Syn Septimia Severy, Caracalla (211–217) se chystal využit parthských sporů kolem trůnu krále Vologase VI. (208–218) a obnovit boje, ale byl zavražděn. Jeho nástupce, uzurpátor Macrinus (217–218), byl u pevnosti Nisibis poražen a uzavřel pro Řím nevýhodný mír. V roce 220 se rozpadla říše čínské dynastie Chan (206 př. n. l. až 220 nového letopočtu), omezilo to obchod na Hedvábné stezce a parthské finance.

### Konec Parthské říše
Počátkem 3. století nového letopočtu v parthské provincii Fárs perský velmož z dynastie Sásánovců svrhl arsakovského vazalského krále a prohlásil se králem. jeho syn, Ardašír, v letech 213–224 úspěšně válčil proti sousedním státům, ovládl Pársy (Persidy) a další íránské kraje. V roce 224 porazil parthské vojsko arsakovského krále Artabana IV. (216–224/226). Parthie zanikla a začala éra novoperské říše.